# Wilhelm Major
Wilhelm „Willi“ Major (geb. am 13. August 1890 in Ladenburg; gest. am 3. Februar 1931 in Kaiserslautern) war ein deutscher Leichtathlet.

## Leben
Wilhelm Major verdiente seinen Lebensunterhalt als Kolonialwarenhändler sowie als Versicherungsvertreter für die Lebensversicherungsgesellschaft Phönix. Zunächst im VfR Mannheim als Leichtathlet aktiv, beteiligte er sich an mehreren nationalen Wettkämpfen und wurde unter anderem süddeutscher Meister im Kugelstoßen. 1920 zog er mit seiner Frau Anna Major, geborene Altschuh, nach Kaiserslautern. Dort erhielt er 1922 das Bürgerrecht. Direkt bei seiner Ankunft schloss er sich als Sportler der Leichtathletik-Abteilung des FV Kaiserslautern, aus dem später der 1. FC Kaiserslautern hervorging, an. 1920 gewann er die Rhein-Main-Saar-Verbandsmeisterschaft im Kugelstoßen. Bei der Eröffnung des Betzenbergstadions (heute: Fritz-Walter-Stadion) beteiligte er sich als Läufer beim olympischen Staffellauf. Nach diesen ersten sportlichen Erfolgen wurde er als Sportwart für olympischen Sport im Verein geführt. Außerdem war er Trainer und sportlicher Leiter der Leichtathletikabteilung des FVK.
Im August 1920 trat er bei den IX. Nationalen olympischen Wettkämpfen in mehreren Disziplinen an und belegte im Kugelstoßen, Diskuswurf und im Dreikampf den ersten Platz. Er trat außerdem im Weitsprung und im Speerwurf an. 1925 trat er bei den Wettkämpfen zum Gründungsjubiläum des FVK an, außerdem bei den XI. Nationalen olympischen Wettkämpfen.
Wilhelm Major verstarb am 3. Februar 1931 im Alter von 40 Jahren nach längerer Krankheit.

## Erinnerung
In seinem Nachruf in der Pfälzischen Volkszeitung wurde er als einer der „erfolgreichsten Leichtathleten der Pfalz“ bezeichnet. Trotz seiner nach der NS-Rassenideologie „jüdischen Abstammung“ wurde er im Juli 1940 in einer Chronik zum 40. Vereinsjubiläum namentlich genannt und in den Statistiken erwähnt. Der Nationalsozialistische Reichsbund für Leibesübungen hatte eigentlich verfügt, die Leistungen jüdischer Sportler aus den Vereinsannalen zu tilgen.